# Sorbus salwinensis
Sorbus salwinensis är en rosväxtart som beskrevs av Yu och L. T. Lu. Sorbus salwinensis ingår i släktet oxlar, och familjen rosväxter. Inga underarter finns listade i Catalogue of Life.